# Miluji vás
Miluji vás (v originále Je vous aime) je francouzský hraný film z roku 1980, který režíroval Claude Berri podle vlastního scénáře. Snímek měl světovou premiéru na Mezinárodním filmovém festivalu dne 17. prosince 1980.

## Děj
Alice je pětatřicetiletá skladatelka, která si nedokáže vybudovat stálý vztah. V lásce má ráda jen začátek vztahu. Poté je znuděná, trpí a začíná znovu. Během vánočního večera s Julienem, svým novým společníkem, zhodnotí to nejlepší ze svých setkání a měsíců strávených se svými bývalými milenci, z nichž dva jsou přítomni.

## Obsazení
| Catherine Deneuve      | Alice               |
| Jean-Louis Trintignant | Julien              |
| Gérard Depardieu       | Patrick             |
| Alain Souchon          | Claude              |
| Serge Gainsbourg       | Simon               |
| Christian Marquand     | Victor              |
| Igor Schlumberger      | Jérôme              |
| Thomas Langmann        | Thomas, Claudův sym |
| Isabelle Lacamp        | Dorothée            |
| Gaëtan Bloom           | eskamotér           |
| Dominique Besnehard    | Dominique           |
| Marcel Romano          | Max                 |
| Vanessa Guyomard       | Sofia               |

## Ocenění
- César: nominace v kategoriích nejlepší mužský herecký výkon ve vedlejší roli (Alain Souchon) a nejlepší filmová hudba (Serge Gainsbourg)